# Eremophasma eremobium
Eremophasma eremobium är en stekelart som först beskrevs av Sugonjaev 1968.  Eremophasma eremobium ingår i släktet Eremophasma och familjen sköldlussteklar. Inga underarter finns listade i Catalogue of Life.